# Коржик (Улица Сезам)
Коржик (англ. Cookie Monster — «печеньковый монстр») — вымышленный кукольный персонаж, принимающий участие в телешоу «Улица Сезам». Коржик известен своим ненасытным аппетитом, а также фразами, произносимыми им через набитый рот: «Я хочу печенье!» («Me want cookie!»), «Я ем печенье!» («Me eat cookie!») и «Ам-ням-ням-ням!» («Om nom nom nom»), однако в русском переводе, если не считать привычки говорить о себе в третьем лице и опускать артикли («Коржик хочет печенье!»), он в основном говорит нормально.
Коржик ест почти всё, что попадается ему под руку, включая датское печенье, финики, салат, яблоки, бананы, контроллер от Xbox 360 (в рекламном ролике новой игры по вселенной улицы сезам Sesame Street: Once Upon a Monster с Тимом Шейфером). Также замечен случай каннибализма в эпизоде Sesame Street: Cookie Monster Buys A Rhyme. Однако предпочтение он всё-таки отдает печенью. Шоколадное — его любимый сорт, овсяное — на втором месте, а на печенье с арахисовым маслом у Коржика аллергия.
Кукла покрыта синим мехом, со стеклянными имитаторами глаз.
В англоязычной версии героя озвучивают Фрэнк Оз (с 1969 по 2002 год) и Давид Рудман (с 2002 года по настоящее время).

## Создание персонажа
В книге «Jim Henson’s Designs and Doodles» так описывается появление Коржика: 

В 1966 году Хенсон нарисовал трёх монстров, которые ели печенье и появились в коммерческом проекте «General Foods», собиравшемся выпускать три вида хрустящих закусок в виде колес, корон и флейт. Каждая закуска была представлена своим монстром. «Колёсный» монстр Стилер (Stealer) был невысоким, бесформенным, с безумными глазами и острыми зубами. У флейты-Снэтчера (Snatcher) был длинный острый нос и лохматые волосы. Корона-Граббер (Grabber) напоминала Бориса Карлоффа с зубами, похожими на вязальные спицы. Эти монстры были большими охотниками до закусок, в честь которых они были названы. Каждый раз, когда рассказчик, человекообразный Маппет, собирался съесть печенье, оно исчезало прежде, чем он успевал это сделать. Разочарованный и голодный, рассказчик предупреждал телезрителей, что «эти противные монстры могут прятаться в вашем собственном доме».

Эти ролики так и не вышли в эфир, но все три монстра стали полноценными персонажами-маппетами со своим применением. Корона-Граббер была использована в скетче на шоу Эда Салливана. Известная как Beautiful Day Monster, она сделала ряд выступлений на Маппет-шоу и Улице Сезам. Флейта-Снэтчер превратилась в Snake Frackle, монстра из The Great Santa Claus Switch и Маппет-шоу. В 1967 году Хенсон использовал Колесо-Стилера в обучающем фильме IBM «Coffee Break Machine». В скетче под названием «Компьютерный ужин» монстр с пугающими глазами и клыками пожирает кофеварку, попутно описывая её различные части. Когда он заканчивает, машина сообщает, что монстр активировал систему по уничтожению вандалов. Чудовище быстро взрывается. Этот скетч был также показан в октябре 1967 года на шоу Эда Салливана. Кроме того, позже он появлялся на Маппет-шоу.
Столь же хищный монстр был использован Хенсоном при создании трёх рекламных роликов для картофельных чипсов Munchos. На этот раз персонажа звали Арнольд, Жующий Монстр (Arnold, the Munching Monster). Хенсон мог продлить контракт, но он не сделал этого, так как начал работать в Улице Сезам — и это чудовище придвинуло его к новому этапу в его карьере. Бисквитный Монстр, все ещё безымянный, впервые появился на Улице Сезам вместе с лягушонком Кермитом на «знаменитой лекции „W“» («famous W lecture»), съедая букву «W» по кусочками и превращая её в «N», «V», и наконец, в «I», к ужасу Кермита.
Во время первого сезона Бисквитный Монстр получил своё имя и стал кричать «Me want cookies!» (англ. Мне хочется печенья!) — фразу, позднее ставшую неотъемлемой частью этого персонажа. Песня «C Is For Cookie» была впервые показана в сезоне 1971—1972 годов и стала одной из самых известных песен Улицы Сезам. Очень редко на съёмочной площадке Коржик съедает настоящие бисквиты: в основном это рисовые крекеры, украшенные под традиционное печенье Коржика.
В «The Ready To Learn», пародии на «Миссия Невыполнима», показано все тело Агента Коржика. Другие случаи, когда были показаны ноги маппета — это «The Street We Live On» (где Коржик притворяется ребёнком), эпизод #4075 (где он сидит на троне во время своего рассказа) и «Abby in Wonderland».

## Биография персонажа
В 2004 году в англоязычной версии «Улицы Сезам» говорилось, что до того, как Коржик съел свои первые печенья, его звали Сид. Позднее его начали звать Елисей, а ещё позднее — Арнольд.
День рождения Коржика — 2 ноября. В отличие от остальных маппетов «Улицы Сезам», Коржик имеет по 5 пальцев на руках, а не по 4.
Русская озвучка — Александр Бобровский (1996—2007)

### Семья
Мать Коржика, младшая сестра и двоюродный брат также покрыты характерным синим мехом и имеют похожие глаза. Отец Коржика фигурировал в одной из сценок, показанной под рубрикой Monsterpiece и пропагандировавшей такие важные для усвоения детьми вещи, как экономия электроэнергии, сохранение водных ресурсов и охрана окружающей среды. И мать, и отец Коржика имеют такой же огромный аппетит.

## Популярность
В 1970 году Крисом Таваресом была написана одноимённая программа — Cookie Monster, которая выводила фразу «дай мне печенья» и блокировала компьютер до тех пор, пока пользователь не вводил слово «печенье».
В 2006 году в ответ на растущее беспокойство в связи с рекордным уровнем детского ожирения в США Улица Сезам начала выпускать в эфир рубрику «Здоровые привычки для жизни». Коржик начал учить детей здоровому питанию. Также он появился в 518-м эпизоде Маппет-шоу, в котором шутят о том, что Коржик и гость программы Марти Фельдман имеют одинаковые глаза.
Коржик появился 19 июня 2008 года в эпизоде «The Colbert Report», защищающем его новое мнение, что печенья были «иногда съедобны». Коржик заканчивает эпизод тем, что съедает Stephen Colbert’s Peabody Award.
В 2016 году компания Apple выпустила рекламу помощника Siri с Коржиком в главной роли.